# ثنائي الأسيتيلين
ثنائي الأسيتيلين (أو البوتادين butadiyne) هو ألكاين هيدروكربون صيغته C4H2، ويحوي على ثلاث روابط أحادية ورابطتين ثلاثيتين.